# Лах-Лахович, Наталья
Наталья Лах-Лахович (18 апреля 1937, Живец — 12 августа 2022) — польская художница, работавшая с краской, фотографией, рисунком, перформансом и видеоартом. Шон О’Хаган в статье для The Guardian в 2017 году описал её как «забытую польскую пионерку феминистского авангарда начала 1970-х годов».

## Биография
Наталья Лах-Лахович родилась в Живце, Польша. С 1946 по 1956 год Лах-Лахович жила в Бельско-Бяле, где получила базовое и среднее образование. С 1957 по 1963 год она училась в Государственном колледже изящных искусств (ныне Академия изящных искусств Евгениуша Гепперта) во Вроцлаве под руководством профессора С. Давского, где получила степень магистра. В 1964 году получила Диплом Association of Polish Art Photographers.
В 1970 году вместе со Збигневом Длубаком и Анджеем Лаховичем она основала PERMAFO, группу художников и галерею. В 1971 году, выйдя замуж за Лаховича, она взяла имя Natalia LL. С 1975 года она участвовала в международном феминистском арт-движении, принимала участие в различных симпозиумах и выставках.
С 2004 по 2013 год работала старшим преподавателем в Университете изящных искусств в Познани.
В 2018 году для сохранения работ Natalia LL был основан Фонд ZW , также Фонд предназначен для предоставления «места для обмена научными идеями и творческими мыслями».

## Работа
Наталья была художницей-концептуалисткой и фотографом, связанным с авангардной польской сценой 1960-х годов. С помощью фотографии и видео она деконструировала однокадровые фотографии и высмеивала изображения, которые были представлены в рекламе, телевидении и печати в 1970-х и 1980-х годах. В её серии «Искусство потребления» (1972—1975) крупным планом изображены женщины, которые едят и кусают такие продукты, как бананы, колбасы и дыни. Серию часто воспринимают как критику, ставящую под сомнение общепринятое изображение женщин в порнографии. Она сказала об этом: «Феминистки видели в моем потребительском искусстве извращенную борьбу с культом фаллоса и мужественностью. Для меня это было скорее проявлением ощущения жизни и живости».
Перенеся тяжелую болезнь в конце 1970-х годов, Наталья начала углубляться в трансцендентальные и мифологические сюжеты, часто фотографируя свои перформансы.
В апреле 2019 года после анонимной жалобы Польский национальный музей в Варшаве удалил с выставки работы Натальи ЛЛ, Катажины Козыры и дуэта Каролины Виктор и Александры Кубяк. Этот акт, который был расценен как акт цензуры феминистского искусства, привел к массовым протестам; движение известно под названием «#bananagate».

## Награды
- Серебряная медаль «За заслуги в культуре Gloria Artis» Министерства культуры и национального наследия, Польша, 2007 год[11]

## Выставки

### Персональные выставки
- Наталья ЛЛ. The Mysterious World, Франциско Каролинум, 2021 г.
- Наталья ЛЛ. Intimate Photography, Галерея Steinek, Вена, 2018[7]
- Doing Gender, lokal_30, Варшава, 2013[7]
- Наталья ЛЛ — Opus Magnum, Ernst Múzeum, Будапешт, 2012[7]
- The Whole of the Parts, Galeria Wangarda BWA, Вроцлав, 2005[7]
- Ogrody personlizmu, Centrum Sztuki Współczesnej Zamek Ujazdowski, Варшава, 1998[7]
- Allusive Space, Frauenmuseum, Бонн, 1995[7]
- Piramida, Galeria Spojrzenia, Вроцлав, 1980[7]

### Групповые выставки
- Наталья ЛЛ, Юзеф Робаковски, Ева Юшкевич, галерея lokal_30 в Frieze, Нью-Йорк, 2016[7]
- Gender Check, Femininity and Masculinity in the Art of Eastern Europe, музей современного искусства — Фонд Людвига Вена и Национальная художественная галерея Захента Варшава[7]
- Rebelle: Art and Feminism 1969—2009, Музей современного искусства, Арнем, Нидерланды, 2009[12]
- Darkside — Photographic Desire and Sexuality Photographed, Fotomuseum, Винтертур, 2008[7]
- La photographie polonaise, Центр Жоржа Помпиду, Париж, 1982[7]
- Биеннале Сан-Паулу, Бразилия, 1979[7]